# Abbeville (Dél-Karolina)
Abbeville város az USA Dél-Karolina államában. Lakosainak száma 4874 fő (2020. április 1.).

## Népesség
A település népességének változása:

| 2010 | 5 237 |
| 2020 | 4 874 |